# Masaaki Murakami
Masaaki Murakami (村上 昌謙 Murakami Masaaki?), född 7 augusti 1992 i Shiga prefektur, är en japansk fotbollsspelare.
Murakami började sin karriär 2015 i Renofa Yamaguchi FC. Han spelade 26 ligamatcher för klubben. 2019 flyttade han till Mito HollyHock.